# Sitowiec nadmorski
Sitowiec nadmorski (Bolboschoenus maritimus (L.) Palla) – gatunek roślin z rodziny ciborowatych. Występuje na wszystkich kontynentach z wyjątkiem Australii i Antarktydy. W Polsce rośnie głównie na wybrzeżu oraz nad Odrą, Wisłą i Bugiem.

## Morfologia

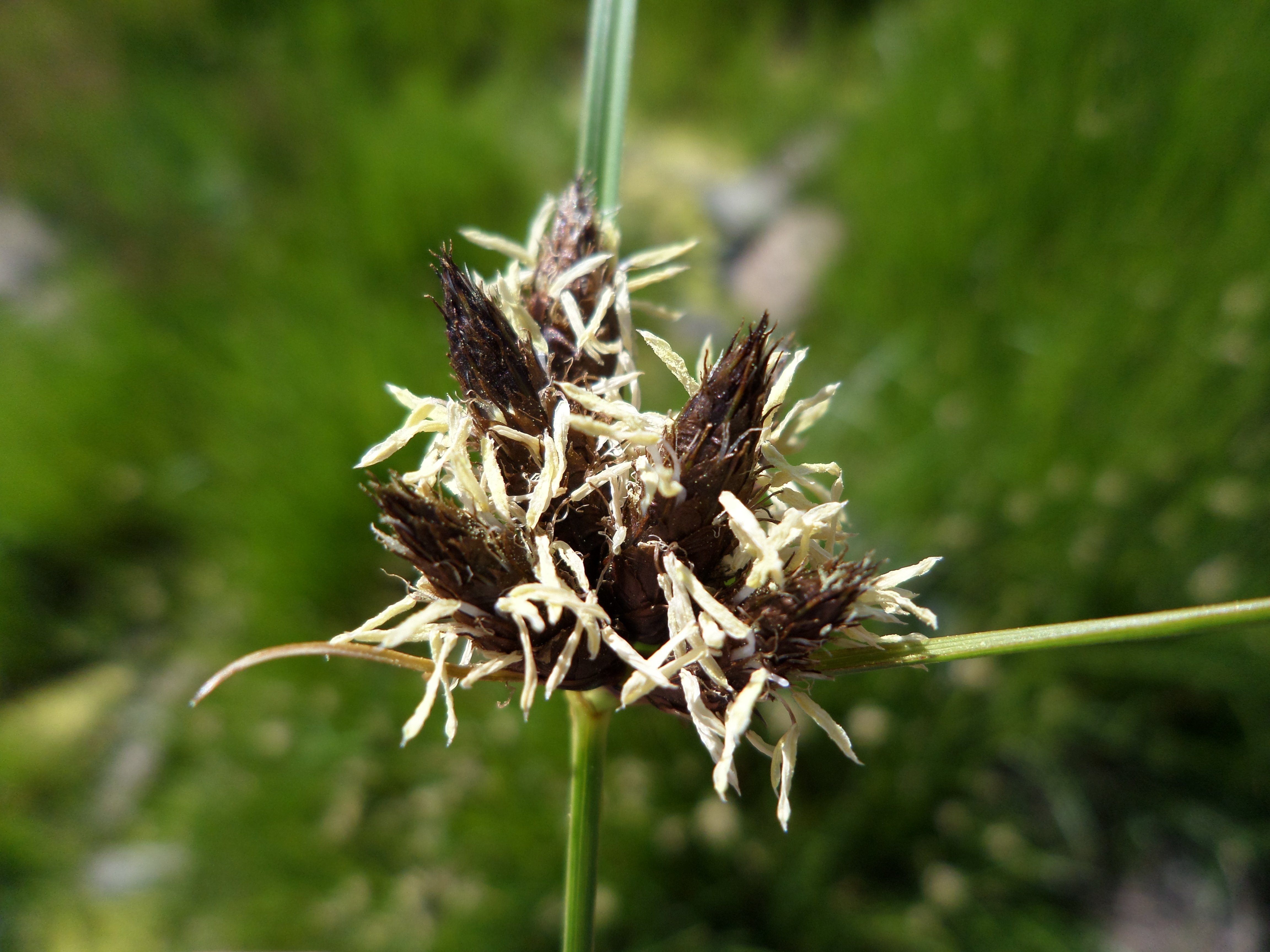
Kwiatostan

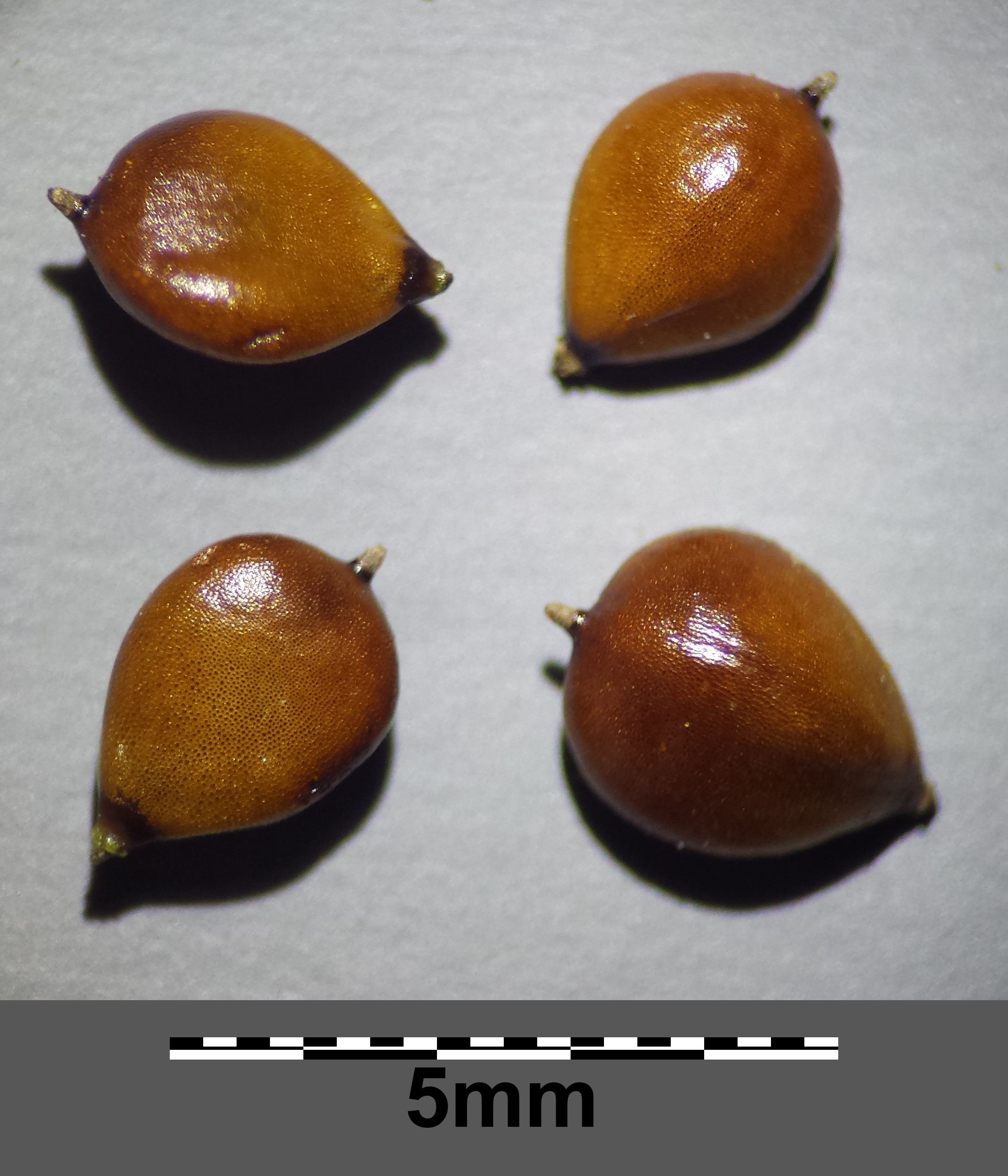
Owoce

ŁodygaTrójkanciasta, ulistniona do połowy, do 1 m wysokości.
LiścieRynienkowate, ostrogrzbieciste, bez języczka, szerokości około 4 mm.
KwiatyZebrane w rozrzutkę. Podsadki liściowate, dłuższe od rozrzutki. Kwiatostan szczytowy siedzący. Kwiatostany boczne na długich szypułkach. Przysadki brunatne, wycięte, ościste.
OwoceSpłaszczone, brunatne, do 3 mm długości.

## Biologia i ekologia

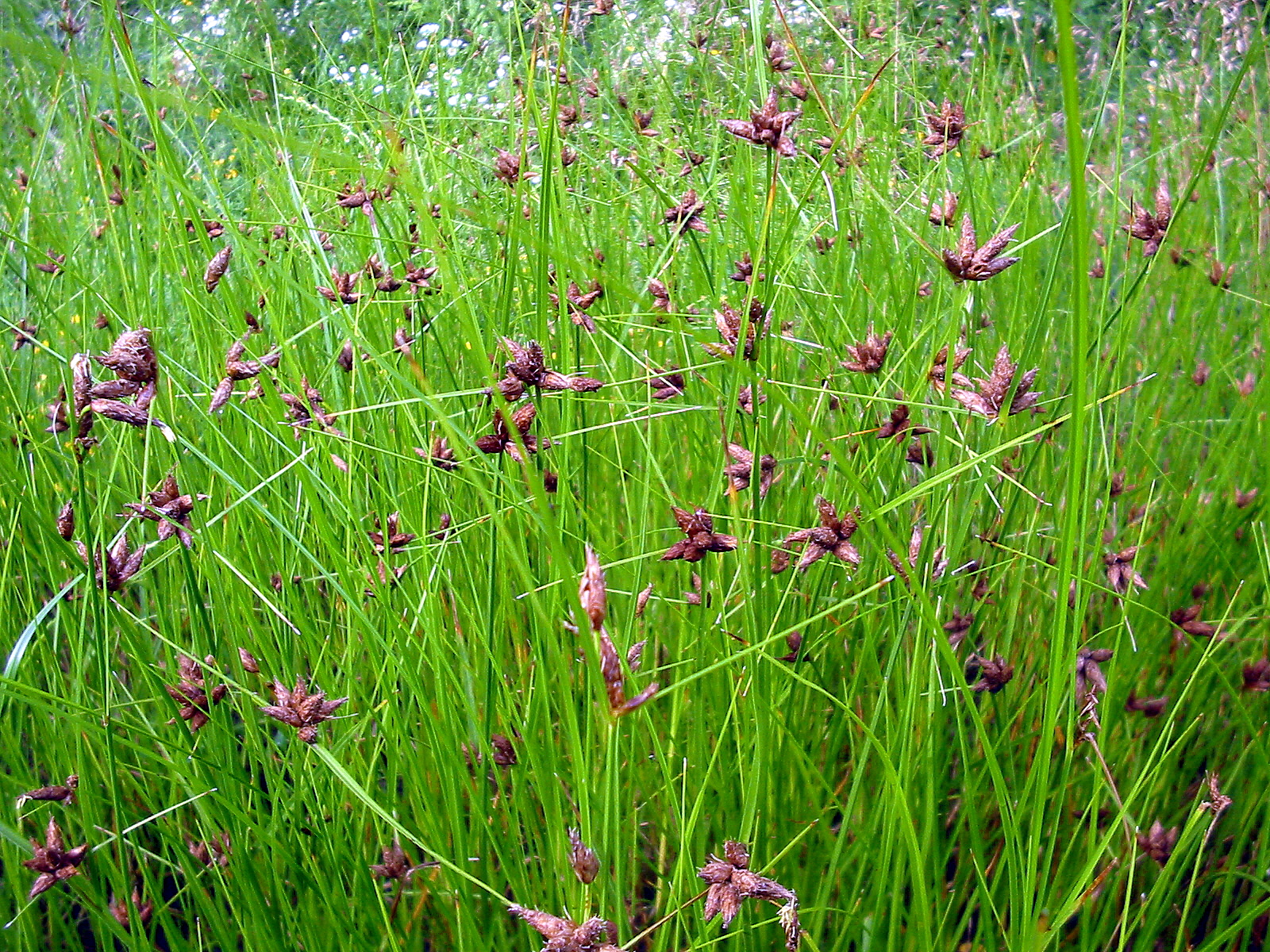
Szuwar sitowca nadmorskiego

Bylina, hemikryptofit, halofit. Rośnie na brzegach wód i w rowach. Kwitnie od czerwca do sierpnia. Gatunek charakterystyczny szuwarów ze związku Phragmition oraz zespołu Scirpetum maritimi. Liczba chromosomów 2n = 64, 104, 112.

## Zmienność
Gatunek zróżnicowany na trzy podgatunki:
- Bolboschoenus maritimus subsp. affinis (Roth) T.Koyama - występuje w południowej części Azji
- Bolboschoenus maritimus subsp. maritimus - rośnie w Eurazji i południowej Afryce
- Bolboschoenus maritimus subsp. paludosus (A.Nelson) T.Koyama - występuje w Ameryce